# Морган, Ванесса
Ванесса Морган Мзирей (англ. Vanessa Morgan Mziray; род. 23 марта 1992) — канадская актриса и певица, наиболее известная благодаря ролям Беатрикс «Берд» Кастро в сериале «В поисках Картер», принцессы Лирии в сериале «Хроники Шаннары» и Тони Топаз в телесериале «Ривердейл».

## Биография
Ванесса Морган родилась в Оттаве, Онтарио. Её отец родом из Восточной Африки, а мать — из Шотландии. В 1999 она выиграла конкурс «Маленькая Мисс Америка». Ванесса Морган окончила школу в 2010 году.
Морган дебютировала как актриса в 2000 году, снявшись в телефильме «Рождественская песня Дивы». В 2007—2010 годах она исполняла одну из главных ролей в сериале The Latest Buzz. В 2010 году она появилась в роли Мэрион Хоторн в фильме «Шпионка Хэрриет: Война блогов», в 2011 году сыграла роль Сары в фильме «Моя няня — вампир», а в 2011—2012 годах Морган снималась в одноимённом сериале.
В 2011 году Морган также появилась в фильме «Прекрасный «принц»» вместе с Мэттом Прокопом и Сарой Хайленд, а в 2012 году сыграла роль Ванессы, подруги Кэмерона, в нескольких эпизодах сериала «Высший класс». В 2013 году Морган появилась в двух эпизодах двенадцатого сезона сериала «Деграсси: Следующее поколение».
В 2014—2015 годах Морган играла роль Берд Кастро в сериале «В поисках Картер», а в 2017 году — роль принцессы Лирим в телесериале «Хроники Шаннары». С 2017 года она исполняет роль Тони Топаз в подростковом сериале «Ривердейл».
4 января 2020 года Морган вышла замуж за бейсболиста Майкла Копека. 24 июля 2020 года Морган объявила, что ожидает рождения первенца. 26 июля того же года стало известно, что 19 июня Копек подал на развод. 29 января 2021 года у Морган и Копек родился сын Ривер.

## Фильмография
| Год       |     | Русское название              | Оригинальное название         | Роль                              |
| --------- | --- | ----------------------------- | ----------------------------- | --------------------------------- |
| 2000      | тф  | Рождественская песня Дивы     | A Diva’s Christmas Carol      | Эбони в детстве                   |
| 2007—2010 | с   | —                             | The Latest Buzz               | Аманда Пирс                       |
| 2010      | тф  | Шпионка Хэрриет: Война блогов | Harriet the Spy: Blog Wars    | Мэрион                            |
| 2010      | ф   | Фрэнки и Элис                 | Frankie and Alice             | Фрэнки в 16 лет                   |
| 2010      | тф  | Моя няня — вампир             | My Babysitter’s a Vampire     | Сара                              |
| 2011      | тф  | Прекрасный «принц»            | Geek Charming                 | Ханна                             |
| 2011—2012 | с   | Моя няня — вампир             | My Babysitter’s a Vampire     | Сара                              |
| 2012      | с   | Высший класс                  | A.N.T. Farm                   | Джин Госсамер / Ванесса Лафонтейн |
| 2013      | с   | Деграсси: Следующее поколение | Degrassi: The Next Generation | Ванесса                           |
| 2013      | с   | В надежде на спасение         | Saving Hope                   | Рики Уилкинс                      |
| 2014      | кор | —                             | The Night Session             | Бриттани / взломщица              |
| 2014      | кор | —                             | Guilty at 17                  | Ли                                |
| 2014—2015 | с   | В поисках Картер              | Finding Carter                | Беатрикс «Бёрд» Кастро            |
| 2015      | с   | Требуется сборка              | Some Assembly Required        | Джазлин Симс                      |
| 2017      | с   | Хроники Шаннары               | The Shannara Chronicles       | Лирия                             |
| 2017—2023 | с   | Ривердейл                     | Riverdale                     | Антуанетт «Тони» Топаз            |
| 2018      | ф   | Сутенёр                       | Pimp                          | Дестини                           |
| 2022      | ф   | Марго                         | Margaux                       | Лекси                             |
| 2024      | с   | Дикие карты                   | Wild Cards                    | Макс Митчелл                      |

## Дискография
| Год  | Название песни           | Альбом                     |
| ---- | ------------------------ | -------------------------- |
| 2007 | «The Latest Buzz»        | Из сериала The Latest Buzz |
| 2008 | «Stand Up»               | Из сериала The Latest Buzz |
| 2008 | «Cinderella»             | Из сериала The Latest Buzz |
| 2009 | «Your Little Girl»       | Из сериала The Latest Buzz |
| 2010 | «Goodbye»                |                            |
| 2011 | «Best of All»            |                            |
| 2011 | «Break Even»             |                            |
| 2012 | «Get This Party Started» |                            |

## Награды и номинации
| Год  | Премия             | Категория                   | Работа    | Результат |
| ---- | ------------------ | --------------------------- | --------- | --------- |
| 2018 | Teen Choice Awards | Лучший прорыв в телесериале | Ривердейл | Победа    |
| 2018 | Teen Choice Awards | Привлекающий внимание       | Победа    |           |